# Будинок-музей "Костянтин Стаматі"
Особняк Костянтина Стаматі — пам'ятка архітектури національного значення в селі Окниця (Окницький район, Республіка Молдова), збудована в середині XIX століття.
Садиба належала Костянтину Стаматі, який наприкінці свого життя «відійшов» до цього володіння, де й помер у 1869 році.
Маючи статус будинку-музею, він був урочисто відкритий у 1988 року. Його відновлювали у 2006–2007 роках, для цього з державного бюджету було виділено державні кошти в сумі 2,2 млн лей. Згідно з доповіддю Рахункової палати за результатами виїзних перевірок було встановлено, що приміщення музею перебувають у жалюгідному стані, що створює ризик неналежного збереження музейних цінностей.
До складу музейного комплексу входять: садиба-музей, бюст, стара липа. Музей налічує 350 предметів, серед яких: меблі, книги, фотографії, газети, періодичні видання.